# Мемориальный центр Холокоста евреев Македонии
Мемориальный центр Холокоста евреев Македонии (макед. Меморијален центар на холокаустот на Евреите од Македонија) — мемориальный музей в Скопье, столице Северной Македонии. Посвящён Холокосту 7148 евреев, проживавших на территории сегодняшней Северной Македонии, и истории евреев на Балканах.

## История
Строительство музея началось в 2005 году. Мемориальный центр был открыт 10 марта 2011 года ровно через 68 лет после того, как немецкие войска депортировали македонских евреев в лагерь смерти Треблинка. На момент открытия это был лишь четвёртый центр подобного типа после объектов Вашингтона, Иерусалима и Берлина. На его открытии присутствовали высокопоставленные лица из Северной Македонии, Израиля и других стран, среди которых были премьер-министр Македонии Никола Груевский, президент Георге Иванов, заместитель премьер-министра Израиля Моше Яалон, президенты Черногории и Албании Филип Вуянович и Бамир Топи, депутаты Кнессета, религиозные лидеры и дипломаты.
По данным северомакедонских СМИ, на возведение музея было затрачено 23 миллиона долларов США.
Мемориальный музей расположен в бывшем еврейском квартале Скопье, который был центром повседневной жизни еврейского населения вплоть до депортации евреев. Музей находится за Музеем борьбы за Македонию на берегу реки Вардар.
За первые три дня работы Центр посетили более 3000 человек.
Среди экспонатов музея — один из товарных вагонов, в которых нацисты депортировали македонских евреев, и свиток Торы 500-летней давности.